# THATCamp
 (novembre 2022).
Sa qualité peut être largement améliorée en utilisant un vocabulaire plus directement compréhensible.
THATCamp (The Humanities and Technology Camp) est une non-conférence générée par des utilisateurs pour des technologues et des spécialistes en sciences humaines, notamment d'universités, des bibliothécaires et des archivistes, et le personnel de musées. 
Les participants ont établi le programme de travail et de discussion à la volée, à la manière d'un BarCamp,.
Le concept THATCamp  a été fondé au Centre pour l'Histoire et les Nouveaux Médias à l'Université George-Mason, en 2008. En août 2009, le premier THATCamp tenu en dehors du campus de l'Université George Mason s'est déroulé à l'Université du Texas durant la réunion annuelle de la Society of American Archivists. Les organisateurs de THATCamp Austin ont échangé des informations sur la façon dont ils ont lancé la conférence, ce qui les a motivés pour développer rapidement d'autres réunions régionales. En mars 2010, le Centre pour l'Histoire et les Nouveaux Médias a reçu une subvention de la Fondation Andrew W. Mellon afin d'embaucher un coordonnateur pour les THATCamps régionaux. 
Les THATCamps régionaux ont désormais lieu en Amérique latine, aux États-Unis, au Canada, en Europe, en Australie et en Asie. Certains THATCamps se sont organisés autour de thèmes tels que l'accessibilité, historiquement des collèges noirs, de la pédagogie, des jeux et de la théorie, plutôt que de régions.